# 자폭형 무인 항공기

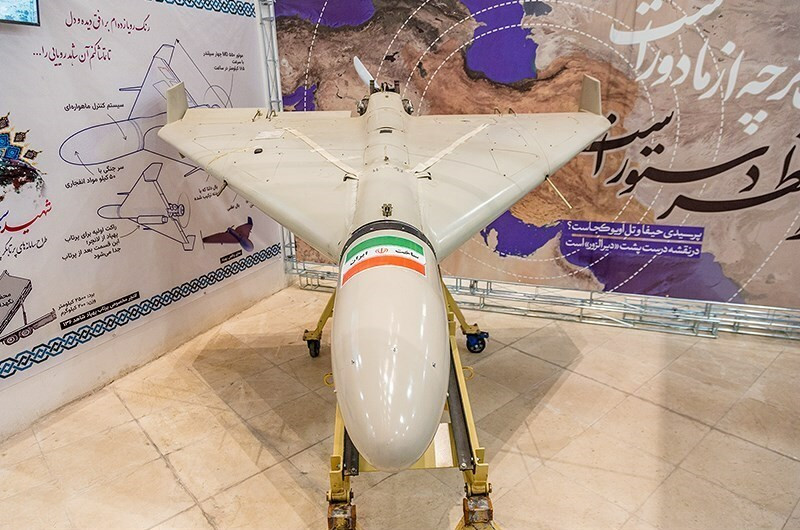
이란의 HESA 샤헤드 136

자폭형 무인 항공기(suicide UAV), 배회 폭탄(loitering munition), 자폭 드론은 탄약(탄두)이 내장된 일종의 공중 무기이다.

## 상세
자폭 드론, 배회 폭탄 등 다양한 명칭으로 사용되고 있다. 2010년대 후반~2020년대 초반에 등장한 현대전에서 자주 사용되는 무기이다. 목표물이 위치할 때까지 목표 지역 주변을 배회(수동 대기)할 수 있다. 그런 다음 대상에 충돌과 동시에 폭발하며 공격한다.  배회 폭탄은 목표 지역 근처에 고가치 플랫폼을 배치하지 않고도 짧은 기간 동안 나타나는 숨겨진 목표에 대해 더 빠른 반응 시간을 가능하게 하며, 공격이 비행 중에 변경되거나 중단될 수 있으므로 보다 선택적인 목표 확정을 허용한다.
자폭형 무인 항공기는 순항 미사일과 UCAV(무인 전투 항공기) 사이의 틈새 시장에 적합하며 둘 모두와 특성을 공유한다. 이 미사일은 표적 지역 주변을 상대적으로 오랜 시간 동안 배회하도록 설계되었다는 점에서 순항 미사일과 다르며, 배회 폭탄이 공격에 소모되도록 제작 및 설정되었으며 탄두가 내장되어 있다는 점에서 UCAV와 다르다. 따라서 기존에 사용되던 무기들과 달리 비 전통적인 원거리 무기로도 간주될 수 있다.
배회 무기는 지대공 미사일(SAM)에 대한 방공망 제압(SEAD) 역할에 사용하기 위해 1980년대에 처음 등장했으며 1990년대에 다수의 군대와 함께 해당 역할에 배치되었다. 2000년대부터 상대적으로 장거리 공격과 화력 지원부터 배낭에 들어갈 수 있는 전술적, 초단거리 전장 시스템에 이르기까지 추가적인 역할을 위해 배회 무기가 개발되었다.
용도는 정찰 및 공격 등 다양하게 사용되며, 목표물은 군인, 탱크, 미사일 포대 및 포병 진지 등을 다양하다. 2016년의 나고르노카라바흐 분쟁에서 아제르바이잔군이 아르메니아군을 상대로 사용하였으며, 러시아-우크라이나 전쟁에서 러시아와 우크라이나 모두 자폭 무인 항공기를 활용하고 있다.

## 제작
이스라엘의 IAI 헤론, 이란의 샤헤드 129, 러시아의 란쳇 등이 유명하며, 이들은 실제 전장에서 효과적으로 운용되고 있다.

## 대응
저격소총을 이용하여 드론을 제거하거나, 안티 드론 시스템 및 전파 방해 무기를 이용하여 드론 자체를 무력화시키는데 초점을 두고 있다. 그 외에도 드론의 공격 목표물에 대한 방어력을 증가시키는 것에 초점을 맞추며, 전차의 포탑 및 몸체를 보호하는 철창을 별도로 부착하기도 한다.

## 운용국
- 아르헨티나 – HERO 30, HERO 120[8]
- 아르메니아 – HRESH, BEEB 1800,[9] AW21[10]
- 오스트레일리아 – Drone 40,[11] Innovaero OWL
- 아제르바이잔 – IAI Harpy, IAI Harop, Orbiter 1K,[12] SkyStriker, STM Kargu,[13][14] Qirği, Quzgün[15]
- 벨라루스 – UBAK-25 Chekan[16]
- 브라질 – Anshar[17]
- 중국 – IAI Harpy, CH-901, WS-43, ASN-301[18][19]
- 프랑스 - Switchblade, Colibri, Larinae
- 조지아 - Delta-WB Warmate[20][21]
- 그리스 – Attalus,[22] Aihmi AHM-1X[23]
- 인도네시아 – Rajata[24]
- 인도 – Nagastra-1,[25] IAI Harpy, IAI Harop,[26][27] SkyStriker, Warmate, Trinetra, ALS-50,[28] Johnnette JM-1, Shaurya-1, Kadet Loitering Aerial Munition,[29] Overwatch PHOLOS
- 이란 – Karrar, Shahed 131, Shahed 136 (loitering capabilities disputed),[30][31] Hesa Ababil-2, Raad 85, Arash-2, Meraj-521, Meraj-532, Zhubin, Shahin-1, Shahed 238 and possibly others[32][33][34][35]
- 이스라엘 – IAI Harpy, IAI Harop, IAI Harpy NG, IAI Green Dragon, IAI Rotem L, Orbiter 1K,[36] Delilah, SkyStriker,[37][38] Spike Firefly, HERO loitering munitions series,[39][40][41][42] Viper,[43] Lanius,[44] Point Blank,[45] SpyX,[46] and upgraded variants.[47]
- 리투아니아 – Switchblade[48]
- 모로코 – IAI Harop
- 폴란드 – WB Electronics Warmate[49]
- 포르투갈 – UAVision Elanus[50]
- 러시아 – ZALA Kub-BLA ("Cube"), ZALA Lancet,[51][52][53] Geran-1, Geran-2
- 세르비아 – Gavran,[54] Osica,[55] Komarac,[56] Vila 1[57]
- 싱가포르 – IAI Harop
- 슬로바키아 – AX-2 Predator
- 남아프리카공화국 – Paramount N-Raven[58]
- 대한민국 – Devil Killer,[59][60] IAI Harpy,WB Electronics Warmate,IAI Lotem L
- 스페인 - Q-SLAM-40
- 수단 – Kamin-25
- 대만 – NCSIST Chien Hsiang,[61] NCSIST Fire Cardinal
- 튀르키예 Robit UAV AZAB,[62] – IAI Harpy,[63] STM Kargu,[64] STM Alpagu,[65] Transvaro-Havelsan Fedai,[66] LENTATEK Kargı,[67] Roketsan-STM Alpagut[68][69]
- 투르크메니스탄 – SkyStriker
- UAE – QX-1,[70][71] Hunter SP,[72] Hunter 2-S,[73][74] Hunter 5, Hunter 10,[75] Shadow 25, Shadow 50,[76][77] RW-24,[78] N-Raven[79]
- 영국 – Switchblade, Overwatch PHOLOS
- 미국 – ALTIUS-600M, AeroVironment Switchblade, Phoenix Ghost, Raytheon Coyote,[80] HERO 120, Point Blank.
- 우크라이나 – RAM II, Switchblade, ST-35 Silent Thunder, Phoenix Ghost, Warmate, Bober, AQ-400 Scythe, UJ-25 Skyline, Overwatch PHOLOS, QinetiQ Banshee, ALTIUS-600M
- 예멘 – (후티) – Qasef-1/2K,[81] Shahed 131, Shahed 136, Samad-2/3, Shahed-101

## 같이 보기
- V-1 비행폭탄
- 무인 항공기
- 러시아의 우크라이나 침공#무인 항공기
- 치명적 자율 무기